# Newel K. Whitney

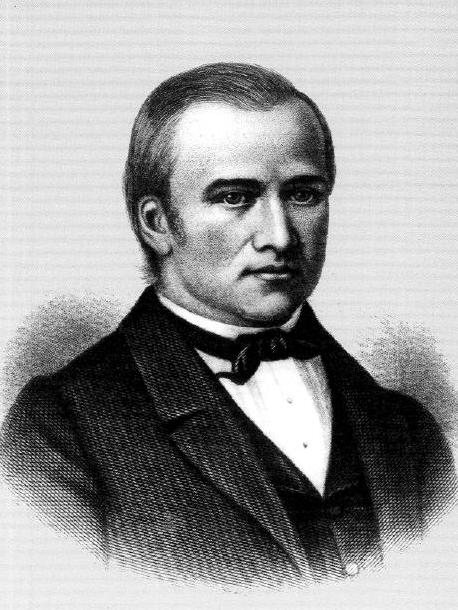
Newel K. Whitney

Newel Kimball Whitney (* 5. Februar 1795 in Marlboro, Vermont; † 23. September 1850 in Salt Lake City, Utah) war Geschäftsmann und Präsidierender Bischof der Kirche Jesu Christi der Heiligen der Letzten Tage.
Newel K. Whitney war das zweite Kind und der erste Sohn von insgesamt neun Kindern von Samuel Whitney und seiner Frau Susanna geb. Kimball. Wann er sein Heim verließ ist unklar. 1814 war er als Marketender oder Händler im Dorf Plattsburg, New York, und nahm (nach Aussage seines Bruders Samuel F. Whitney) an der Schlacht von Champlain teil.
Etwa 1817 übersiedelte er nach Painsville, Ohio, wo er einen Kaufmann namens Algernon Sidney Gilbert kennenlernte. Dieser erkannte seine geschäftlichen Fähigkeiten, nahm ihn freundschaftlich in seinen Laden auf und vermittelte ihm Buchhaltungskenntnisse. Einige Jahre später ist die Rede vom blühenden Handelsunternehmen Gilbert & Whitney im wenige Kilometer von Painsville entfernten Kirtland. Am 20. Oktober 1822 heiratete Whitney Elizabeth Ann Smith. Er vermehrte weiterhin seinen Wohlstand.
Zunächst nicht besonders religiös, schloss sich das Ehepaar den Campelliten an, deren Prediger in Kirtland Sidney Rigdon war. Als Älteste der Kirche Jesu Christi der Heiligen der Letzten Tage das wiederhergestellte Evangelium in Kirtland verkündeten, schlossen sich beide, mit dem größten Teil der Campelliten, dieser Kirche an. Newel K. Whitney wurde wenige Tage nach seiner Frau am 30. November 1830 getauft.
Als Joseph Smith im Februar 1831 nach Kirtland kam, wohnte er zunächst einige Wochen im Haus der Whitneys und schrieb dort auch einige der Offenbarungen, die heute im Buch Lehre und Bündnisse stehen. Am 4. Dezember 1831 wurde Newel K. Whitney als zweiter Bischof der Kirche, zuständig für Kirtland, durch Offenbarung berufen. In dieser Eigenschaft hatte er sehr viel mit der materiellen Basis der Kirche zu tun, deren Zentrum zunächst sein Laden und sein Lagerhaus war. Als sich im Jahr 1837 über den Zusammenbruch der Kirtland Safety Society und anderer kontroverser Dinge viele Gefolgsleute von Joseph Smith abwandten und ihn teilweise feindselig verfolgten, blieb Whitney dem Propheten treu.
Am 5. Oktober 1839 nach der Vertreibung der Heiligen aus Missouri wurde Whitney zum Bischof der Mittleren Gemeinde von Nauvoo berufen. Dieses Amt hatte er inne, bis er am 7. Oktober 1844 zum Ersten Bischof der Kirche berufen wurde. In dieser Eigenschaft kümmerte er sich um viele Angelegenheiten der Auswanderung, die nach der verfrühten Vertreibung aus Nauvoo im Februar 1846 besonders dringlich wurden. Daher blieb er danach bis 1848 in Winter Quarters, wo er als Präsidierender Bischof bestätigt wurde. 1848 führte er einen Pionierzug nach Salt Lake City, wo er am 8. Oktober eintraf.
Am 23. September 1850 starb Newel K. Whitney in Seinem Haus in Salt Lake City an Rippenfellentzündung. Gemäß dem Gebot der damaligen Zeit hatte er in Mehrehe gelebt und hatte 14 Kinder.